# Ligue sociale-démocrate
 (octobre 2024).
Si vous disposez d'ouvrages ou d'articles de référence ou si vous connaissez des sites web de qualité traitant du thème abordé ici, merci de compléter l'article en donnant les références utiles à sa vérifiabilité et en les liant à la section « Notes et références ».
La Ligue sociale-démocrate (en néerlandais : Sociaal-Democratische Bond, abrégé en SDB) est un ancien parti politique socialiste des Pays-Bas, fondé en 1881 par des membres de la Sociaal-Democratische Vereeniging (SDV). Elle fut le premier parti socialiste à entrer au Parlement néerlandais.

## Histoire

### Avant 1881
Un mouvement socialiste commença à se développer aux Pays-Bas dans les années 1860. Ce développement a été aidé par la fondation de la Première Internationale et par celle des premiers syndicats.
Toutefois, la plupart de ces syndicats s'étaient unis en 1871 dans la modérée Association générale des travailleurs néerlandais (Algemeen Nederlandsch Werklieden Verbond, ANWV), qui avait été créée par les Protestants et les libéraux pour combattre l'influence de la section néerlandaise de la Première Internationale. Quelques personnalités importantes de la Première Internationale rejoignirent la ANWV pour la radicaliser, mais la quittèrent en 1878 déjà. Emmenés par Willem Ansigh, ils fondèrent l'Association sociale-démocrate (Sociaal-Democratische Vereeniging, SDV), qui avait des sections dans les principales villes du pays comme Amsterdam, La Haye, Haarlem et Rotterdam.

### 1881-1893: la SDB
La SDB a été fondée en 1881 par des membres de la SDV et d'autres partis socialistes locaux. Le plus fort de ces partis socialistes locaux était situé dans la province rurale pauvre de Frise. Le parti se basait sur les principes marxistes et attendait donc une révolution prolétarienne.
En 1882, Ferdinand Domela Nieuwenhuis, un ancien ministre luthérien, fut élu secrétaire général du parti. Il garda cette fonction jusqu'en 1887 et devint rapidement l'homme fort du parti, n'abandonnant pas sa fonction durant son séjour en prison (1886-1887) pour insulte à la monarchie. Le parti publiait un journal, Recht voor Allen (Justice pour tous) dont Domela était l'éditeur. Le SDB était également membre de la Ligue pour le suffrage universel, une organisation dominée par les Libéraux.
À partir de 1891, le SDB évolua vers un rejet du parlementarisme.
En 1893, au congrès de Groningen, il renonça à tout électoralisme. Ses deux principaux dirigeants, Domela Nieuwenhuis et Christian Cornelissen, évoluaient alors vers l'anarchisme. En effet, la ligue avait elle-même une division entre socialistes et anarchistes. Cornelissen cofonda d'ailleurs la même année la centrale syndicale Nationaal-Arbeid-Secretariaat (NAS), fortement influencée par le syndicalisme révolutionnaire français. Mais une fraction droitière du SDB scissionna et fonda le Parti social-démocrate, sur le modèle allemand.
En 1896, la SDB participa au congrès de Londres de la IIe Internationale mais claqua la porte du congrès quand celui-ci chassa les Anarchistes.
En 1898, au congrès de Rotterdam, le SDB fit machine arrière et décida de participer de nouveau aux élections, mais uniquement pour des raisons tribuniciennes. En réalité le Parti social-démocrate, soutenu par les Allemands, gagnait du terrain. La SDB n'allait pas tarder à se réunifier avec lui.